# Austrian International 2007
Die Austrian International 2007 fanden vom 22. bis zum 25. Februar 2007 in Wien statt. Das Preisgeld betrug 2.500 US-Dollar. Der Referee war Michael Nemec aus Österreich. Es war die 36. Austragung dieser offenen internationalen Meisterschaften von Österreich im Badminton. 

## Sieger und Platzierte
| Disziplin    | Gold                            | Silber                             | Bronze                                  |
| ------------ | ------------------------------- | ---------------------------------- | --------------------------------------- |
| Herreneinzel | Lu Yi                           | Qiu Yanbo                          | Vountus Indra Mawan                     |
| Herreneinzel | Lu Yi                           | Qiu Yanbo                          | Stanislav Pukhov                        |
| Dameneinzel  | Zhu Jingjing                    | Yoshimi Hataya                     | Jill Pittard                            |
| Dameneinzel  | Zhu Jingjing                    | Yoshimi Hataya                     | Fu Mingtian                             |
| Herrendoppel | Guo Zhendong He Hanbin          | Alexandr Nikolaenko Vitaliy Durkin | Rasmus Bonde Kasper Faust Henriksen     |
| Herrendoppel | Guo Zhendong He Hanbin          | Alexandr Nikolaenko Vitaliy Durkin | Lim Khim Wah Mak Hee Chun               |
| Damendoppel  | Cheng Shu Zhao Yunlei           | Pan Pan Tian Qing                  | Nina Vislova Valeria Sorokina           |
| Damendoppel  | Cheng Shu Zhao Yunlei           | Pan Pan Tian Qing                  | Sabrina Jaquet Corinne Jörg             |
| Mixed        | Vitaliy Durkin Valeria Sorokina | Alexandr Nikolaenko Nina Vislova   | Mads Conrad-Petersen Line Damkjær Kruse |
| Mixed        | Vitaliy Durkin Valeria Sorokina | Alexandr Nikolaenko Nina Vislova   | Ed Foster Elizabeth Brett               |

## Austragungsort
- Wiener Stadthalle B, Vogelweidplatz 14

## Finalergebnisse
| Disziplin    | Sieger                          | Finalist                           | Ergebnis          |
| ------------ | ------------------------------- | ---------------------------------- | ----------------- |
| Herreneinzel | Lu Yi                           | Qiu Yanbo                          | 16:21 21:15 21:18 |
| Dameneinzel  | Zhu Jingjing                    | Yoshimi Hataya                     | 21:7 21:14        |
| Herrendoppel | Guo Zhendong He Hanbin          | Vitaliy Durkin Alexandr Nikolaenko | 21:15 19:21 21:17 |
| Damendoppel  | Cheng Shu Zhao Yunlei           | Pan Pan Tian Qing                  | 21:18 21:13       |
| Mixed        | Vitaliy Durkin Valeria Sorokina | Alexandr Nikolaenko Nina Vislova   | 21:124 22:10      |